# فرط الأنسولينية الخلقي
فرط الأنسولينية الخلقي، مصطلح طبي يشير إلى مجموعة متنوعة من الاضطرابات الخلقية يحدث فيها نقص سكر في الدم بسبب الإفراط في إفراز الأنسولين. قد تكون الأشكال الخلقية لنقص السكر في الدم بفرط الأنسولينية عابرة أو مستمرة، خفيفة أو شديدة. تكون هذه الحالات موجودة منذ الولادة ويتظاهر معظمها في الطفولة المبكرة. يمكن أن تعالج الحالات الخفيفة عن طريق التغذية المتكررة، في حين يُسيطر على الحالات الأكثر شدة بواسطة الأدوية التي تخفض إفراز الأنسولين أو تقلل تأثيراته.

## العلامات والأعراض
يمكن أن يسبب نقص سكر الدم في الطفولة المبكرة العصبية أو الخمول أو عدم التجاوب أو النوبات. قد تتسبب الأشكال الأشد في حدوث عملقة داخل الرحم، ما يؤدي إلى ولادة طفل ذي وزن كبير، وغالبًا ما يترافق المرض بخلل في البنكرياس. يسبب نقص سكر الدم بالدرجات الأخف في الطفولة الجوع كل بضع ساعات، وزيادة العصبية أو الخمول. اكتُشفت أشكال أخف من المرض من حين لآخر خلال فحص أفراد عائلة الرضع المصابين بالأشكال الشديدة من المرض، وتبين أن البالغين المصابين بدرجات خفيفة من فرط الأنسولين الخلقي لديهم قدرة أقل على تحمل الصيام المديد.
تشمل التظاهرات:
- الدوخة.
- التخلف العقلي.
- سبات نقص السكر.
- تضخم القلب.

تشير الأعمار المختلفة للتظاهرات وسيرها إلى أن بعض أشكال فرط الأنسولين الخلقي، خاصة تلك التي تترافق بخلل في وظيفة قناة البوتاسيوم الحساسة للأدينوسين ثلاثي الفوسفات، قد تتفاقم أو تتحسن بمرور الوقت. تعتمد الأذية المحتملة بسبب نقص سكر الدم الناتج عن فرط الأنسولينية على شدة النقص ومدته. قد يعاني الأطفال الذين يصابون بنقص سكر الدم متكرر في مرحلة الرضاعة من أذية دماغية.

## السبب
ارتبط سبب فرط الأنسولينية الخلقي بخلل في تسعة جينات. يورث الشكل المنتشر من هذا المرض بصفة جسمية متنحية (قد يورث أحيانًا بصفة جسمية سائدة).

## التشخيص
فيما يتعلق بفحص فرط الأنسولينية الخلقي، تستقى معلومات تشخيصية قيمة من عينة دم تُسحب خلال نوبة نقص سكر الدم، وتبين وجود مستويات غير طبيعية من الأنسولين خلال فترة نقص السكر وترجح احتمال أن يكون فرط الأنسولين هو السبب. تعتبر المستويات المنخفضة للأحماض الدهنية الحرة والكيتونات دليلًا إضافيًا على فرط إفراز الأنسولين. من الأدلة الإضافية التي تشير إلى وجود فرط أنسولينية الحاجة إلى تسريب غلوكوز وريدي بتركيز عالي للحفاظ على مستويات الغلوكوز ضمن الحد المناسب، أي الحد الأدنى من الغلوكوز المطلوب للحفاظ على مستوياته داخل البلازما أعلى من 70 ملغ/ديسيلتر. يشير ازدياد معدل انتشار الغلوكوز فوق 8 ملغ/كغ/دقيقة في مرحلة الطفولة إلى فرط الأنسولينية. يعد ارتفاع مستوى الغلوكوز بعد حقن الغلوكاغون خلال مرحلة هبوط السكر أيضًا دليلًا على فرط الأنسولينية.
بعد إثبات فرط الأنسولينية تتجه الجهود التشخيصية نحو تحديد نوعه، إذ يشير ارتفاع مستويات الأمونيا أو وجود أحماض عضوية شاذة إلى أنواع معينة ونادرة. يؤدي تأخر النمو داخل الرحم ومشاكل فترة ما حول الولادة الأخرى إلى زيادة احتمال الزوال والعابرية، في حين يشير الوزن الكبير عند الولادة إلى كون المرض أكثر استدامة. يعد الفحص الجيني متوافرًا حاليًا ضمن إطار زمني مفيد لبعض الحالات المحددة. من المفيد تحديد أقلية الحالات الشديدة من الأشكال البؤرية من فرط الأنسولينية لأنها تُشفى شفاءً تامًا عن طريق استئصال البنكرياس الجزئي. اختُبرت مجموعة متنوعة من إجراءات التشخيص قبل الجراحة ولكن لم تثبت قابلية الاعتماد أي منها اعتمادًا كاملًا. يعتبر التصوير المقطعي بالإصدار البوزيتروني أكثر تقنيات التصوير فائدة.